# (135737) 2002 PV140
(135737) 2002 PV140 là một tiểu hành tinh vành đai chính. Nó được phát hiện bởi Robert H. McNaught ở Đài thiên văn Siding Spring ở Coonabarabran, New South Wales, Australia, ngày 14 tháng 8 năm 2002.